# Rue de la Croix-Jarry
La rue de la Croix-Jarry est une voie du 13e arrondissement de Paris, en France.

## Situation et accès
La rue de la Croix-Jarry est une voie située dans le 13e arrondissement de Paris. Elle débute rue Watt et se termine rue Jean-Antoine-de-Baïf.

## Origine du nom
Cette voie a pour origine le territoire d'Ivry[pas clair] où se trouvait un lieu-dit, la Croix Jarry, à la fin du XVIIIe siècle. Disparue depuis longtemps, elle rappelait le meurtre d'un nommé Jarry car il était d'usage de planter des croix à l'endroit des crimes.

## Historique
Avant le 23 mai 1863, elle s'appelle « chemin de la Croix-Jarry », long de 300 mètres.
Elle était en impasse à partir de la fin du XIXe siècle et se terminait par le chemin de fer dit de la Petite Ceinture.

## Culture
Patrick Modiano, dans Un pedigree (éditions Gallimard), évoque la rue de la Croix-Jarry (en réalité une impasse) : « Raymond Queneau […] me parlait d'une promenade qu'il avait faite avec Boris Vian jusqu'à une impasse que personne ne connait, tout au fond du XIIIe arrondissement, entre le quai de la Gare et la voie ferrée d'Austerlitz : rue de la Croix-Jarry. Il me conseillait d'y aller. »
La rue sert de décor à un plan du film Le Samouraï, de Jean-Pierre Melville, juste après la scène sur la passerelle piétonne de l'ancienne gare Orléans-ceinture.